# Adelphocoris quadripunctatus
Vierpuntsierblindwants (Adelphocoris quadripunctatus) (synoniem: Adelphocoris annulicornis) is een wants uit de familie van de blindwantsen (Miridae). De soort werd het eerst wetenschappelijk beschreven door Johann Christian Fabricius in 1794.

## Uiterlijk
De geelgroenachtige tot groenachtige wants heeft een lichtbruine tekening en kan 8 tot 10 mm groot worden. Het lichaam is bedekt met fijne zwarte beharing. Op het halsschild (pronotum) zijn vaak vier zwarte stippen aanwezig, vandaar de wetenschappelijke naam. (soms zijn het slechts twee vlekken of zijn ze helemaal afwezig). De soort lijkt sterk op Adelphocoris lineolatus.

## Leefwijze
De soort kent één generatie per jaar en de volwassen dieren zijn te vinden van juli tot oktober. Ze overwinteren als eitje. De wants leeft van grote brandnetel (Urtica dioica) en soms op andere planten met name uit de vlinderbloemenfamilie (Fabaceae).

## Leefgebied
De wants komt voor in het Palearctisch gebied en is in Nederland zeer algemeen op hoge zandgronden en minder algemeen langs de kust. 